# أيونا
أيونا (بالإنجليزية: Iona)‏ هي مدينة أمريكية تقع في ولاية أيداهو. تبلغ مساحة هذه المدينة 2 (كم²)،ويبلغ عدد سكانها 1201 نسمة حسب إحصاء سنة 2010 م 1201.تشير إحصاءات سنة 2000م بأن الكثافة السكانية في هذه المدينة تقدر بـ(589.2) نسمة/كم2

## التركيبة السكانية
قام مكتب تعداد الولايات المتحدة بتحديد بيانات التركيبة السكانية لأيونافي تعداد الولايات المتحدة. في ما يلي، التركيبة السكانية حسب تعدادي 2000 و2010.

### تعداد عام 2000
بلغ عدد سكان أيونا 1,201 نسمة بحسب تعداد عام 2000، وبلغ عدد الأسر 372 أسرة وعدد العائلات 318 عائلة مقيمة في المدينة. في حين سجلت الكثافة السكانية 1,526.0 نسمة لكل ميل مربع (589.2/كم2). وبلغ عدد الوحدات السكنية 385 وحدة بمتوسط كثافة قدره 489.2 نسمة لكل ميل مربع (188.9/كم2).
وتوزع التركيب العرقي للمدينة بنسبة 98.42% من البيض و0.17% من الأمريكيين الأصليين و0.08% من الأمريكيين ذوي الأصول الآسيوية و0.08% من الأمريكيين الأفارقة و0.42% من عرقين مختلطين أو أكثر.
بلغ عدد الأسر 372 أسرة كانت نسبة 44.6% منها لديها أطفال تحت سن الثامنة عشر تعيش معهم، وبلغت نسبة الأزواج القاطنين مع بعضهم البعض 76.3% من أصل المجموع الكلي للأسر، ونسبة 5.9% من الأسر كان لديها معيلات من الإناث دون وجود شريك، وكانت نسبة 14.5% من غير العائلات. تألفت نسبة 12.4% من أصل جميع الأسر من أفراد ونسبة 5.4% كانوا يعيش معهم شخص وحيد يبلغ من العمر 65 عاماً فما فوق. وبلغ متوسط حجم الأسرة المعيشية 3.55، أما متوسط حجم العائلات فبلغ 3.23.
بلغ العمر الوسطي للسكان 33 عاماً. وكانت نسبة 35.6% من القاطنين تحت سن الثامنة عشر، وكانت نسبة 7.2% بين الثامنة عشر والأربعة وعشرون عاماً، ونسبة 24.5% كانت واقعةً في الفئة العمرية ما بين الخامسة والعشرين حتى الرابعة والأربعين عاماً، ونسبة 21.2% كانت ما بين الخامسة والأربعين حتى الرابعة والستين، ونسبة 11.6% كانت ضمن فئة الخامسة والستين عاماً فما فوق. يوجد لكل 100 أنثى 100.5 ذكر، ويوجد لكل 100 أنثى في الثامنة عشر من عمرها فما فوق 98.5 ذكر.
بلغ متوسط دخل الأسرة في المدينة 39,904 دولار، أما متوسط دخل العائلة فبلغ 42,692 دولار. وكان متوسط دخل الذكور 32,105 دولار مقابل 21,818 دولار للإناث. وسجل دخل الفرد الخاص بالمدينة 14,334 دولار.

### تعداد عام 2010
بلغ عدد سكان أيونا 1,803 نسمة بحسب تعداد عام 2010، وبلغ عدد الأسر 578 أسرة وعدد العائلات 481 عائلة مقيمة في المدينة. في حين سجلت الكثافة السكانية 1,639.1 نسمة لكل ميل مربع (632.9/كم2). وبلغ عدد الوحدات السكنية 601 وحدة بمتوسط كثافة قدره 546.4 لكل ميل مربع (211.0/كم2).
وتوزع التركيب العرقي للمدينة بنسبة 97.7% من البيض و0.3% من الأمريكيين الأصليين و0.1% من الأمريكيين ذوي الأصول الآسيوية و0.2% من الأمريكيين الأفارقة و1.1% من عرقين مختلطين أو أكثر.
بلغ عدد الأسر 578 أسرة كانت نسبة 45.7% منها لديها أطفال تحت سن الثامنة عشر تعيش معهم، وبلغت نسبة الأزواج القاطنين مع بعضهم البعض 72.7% من أصل المجموع الكلي للأسر، ونسبة 6.2% من الأسر كان لديها معيلات من الإناث دون وجود شريك، بينما كانت نسبة 4.3% من الأسر لديها معيلون من الذكور دون وجود شريكة وكانت نسبة 16.8% من غير العائلات. تألفت نسبة 14.0% من أصل جميع الأسر من أفراد ونسبة 5.9% كانوا يعيش معهم شخص وحيد يبلغ من العمر 65 عاماً فما فوق. وبلغ متوسط حجم الأسرة المعيشية 3.44، أما متوسط حجم العائلات فبلغ 3.12.
بلغ العمر الوسطي للسكان 31.5 عاماً. وكانت نسبة 35.1% من القاطنين تحت سن الثامنة عشر، وكانت نسبة 6.6% بين الثامنة عشر والأربعة وعشرون عاماً، ونسبة 25.8% كانت واقعةً في الفئة العمرية ما بين الخامسة والعشرين حتى الرابعة والأربعين عاماً، ونسبة 21.1% كانت ما بين الخامسة والأربعين حتى الرابعة والستين، ونسبة 11.5% كانت ضمن فئة الخامسة والستين عاماً فما فوق. وتوزع التركيب الجنسي للسكان بنسبة 49.1% ذكور و50.9% إناث.